# Microsoft Office 2010
Microsoft Office 2010, cu nume de cod Office 14, este o suită de productivitate pentru Microsoft Windows, și este succesorul pentru Microsoft Office 2007 pentru sistemele de operare Microsoft Windows. Office 2010 include compatibilitate extinsă de formate de fișier,   actualizări la interfața de utilizator, și o experiență rafinată.  Acesta va fi disponibil pentru Windows XP SP3 versiune de 32-biți, Windows Vista SP1, și Windows 7  Odată cu introducerea suitei de aplicații Office 2010, o versiune pe 64 de biți  este disponibilă pentru prima dată, deși doar pentru Windows Vista SP1, Windows Server 2008 SP1, Windows 7 și Windows Server 2008 R2.  Windows XP Professional x64 nu este suportat. 

## Ediții
- Starter
- Office Online
- Home and Student
- Home and Business
- Standard
- Professional
- Professional Plus

## Cerinte de sistem
- Procesor 500 Mhz
- 512 MB RAM
- 3 GB HDD
- Placa video de 64 mb